# Fernando Capaz Montes
Oswaldo Fernando de la Caridad Capaz y Montes (Nuevitas, 17 de marzo de 1894-Madrid, 23 de agosto de 1936) fue un militar español, conocido por pertenecer al grupo de los llamados «africanistas». Fue ascendido a coronel junto a José Varela Iglesias y el teniente coronel Miguel López Bravo en abril de 1929 por hechos de guerra y operaciones de campaña durante la guerra del Rif. Siendo coronel adquirió celebridad en 1934 por su ocupación efectiva de Ifni. En los inicios de la guerra civil fue asesinado en la matanza de la cárcel Modelo de Madrid.

## Biografía

### Carrera militar
Ingresó en la Academia de Infantería de Toledo en 1910. Desarrolló la mayor parte de su carrera en unidades de infantería desplegadas en el Marruecos español. Capitán de la Policía indígena en 1922, participó activamente en la guerra del Rif y dominaba el idioma árabe.  Su acción más significativa la protagonizó, ya como comandante, durante el verano de 1926. En una misión confiada por el general Goded, jefe de Estado Mayor del alto comisario Sanjurjo, le fue encargado someter a toda una serie de cabilas de la región de Gómara, desarmándolas y nombrando autoridades indígenas afines al poder colonial español. 
Al mando de una harka indígena de unos mil hombres y apoyado por la armada y aviación españolas, en dos meses sometió a diez cabilas y confiscó casi 3000 fusiles, entrando en Xauen el 10 de agosto de 1926. Esta marcha le daría fama de brillante jefe militar y, sobre todo, de poseedor de grandes cualidades políticas —ya que la mayor parte de las sumisiones de las cabilas no se habían producido por la fuerza, si bien algunos estudiosos afirman que, más que métodos políticos, los aplicados por Capaz consistían pura y simplemente en sobornos—, lo cual le haría posteriormente acreedor a varios cargos en el protectorado español de Marruecos. Ascendido primero a teniente coronel y luego a coronel, intervino en operaciones de pacificación de la zona, siendo nombrado después delegado de Asuntos Indígenas de la Alta Comisaría de España en Marruecos en 1927, estableciendo un eficaz sistema de control de las cabilas rifeñas a través del Servicio de Intervenciones Militares. Permaneció en este puesto hasta 1931, cuando, tras el advenimiento de la República, fue destituido por el nuevo alto comisario Luciano López Ferrer, por oponerse Capaz a la reducción de Intervenciones Militares prevista por el alto comisario.
Tras su destitución, Manuel Azaña le nombró para un mando en Las Palmas de Gran Canaria, con plaza de coronel. Con el gobierno radical de Lerroux, Capaz volvió a Marruecos, de nuevo como delegado de Asuntos Indígenas. Ese año, el gobierno decidió la ocupación del territorio de Ifni, nominalmente bajo soberanía española. Capaz fue destinado a Cabo Juby, donde estudió las posibilidades de ocupación del territorio de Ifni, y tomó contacto con las tribus de la zona. El 6 de abril de 1934 desembarcó en Ifni, tomando posesión efectiva de su capital, Sidi Ifni, y del resto del territorio —de nuevo sobornando a los caídes de las tribus de la zona—. Una vez realizada oficialmente la ocupación, fue nombrado gobernador civil y militar de Ifni.
Ese año fue ascendido a general el 29 de agosto de 1934, destacando su prestigio en los cargos desempeñados en su último empleo. Fue propuesto para la cruz del Mérito Naval y poseía otras condecoraciones de importancia. Asimismo, se le dio el nombre de Puerto Capaz al lugar conocido como Punta de Pescadores, en la costa de Gómara.

### Guerra civil
En 1936 era comandante general de Ceuta. Es probable que estuviese implicado en la sublevación de julio de 1936 contra el gobierno de la República, que dio origen a la guerra civil, pero trató de no mostrar su implicación antes de tiempo, para lo que arregló un viaje a Madrid para las fechas de la sublevación, evitando así una toma de postura explícita. Sin embargo, en Madrid, fue arrestado por milicianos e internado en la Cárcel Modelo de Madrid. El 22 de agosto, después de que la prisión fuera ocupada por un numeroso grupo de milicianos anarquistas, estos seleccionaron a un grupo de militares y políticos derechistas a los que fusilaron la noche del 22 al 23 de agosto.
Mientras que Stanley Payne lo califica de «militar moderado, con tendencias republicanas», María Rosa de Madariaga lo califica de netamente «africanista».
Su viuda, Dolores Fuentes Cascajales, se la declara con derecho a pensión en junio de 1940.

## Obra
Escribió un libro que cita Pedro Baños Bajo (Así se domina el mundo, Planeta, 2018) con el título Modalidades de la guerra de montaña en Marruecos publicado en 1931 donde habla sobre la psicología de los combatientes en el protectorado.